# المقبرة البروتستانتية في روما
المقبرة البروتستانتية في روما Protestant Cemetery, Rome هي مقبرة خاصة في روما. 
وهي مقبرة للمنتمين لغير الطائفة الكاثوليكية وليست مقصورة على البروتسانتيين فقط.
وفيها دفن الشعراء الإنجليز جون كيتس وبيرسي بيش شيلي، وكذلك زوجة النحات الأمريكي وليام ويتمور ستوري، الذي أقام تمثال اسمه «ملاك الحزن» على قبرها.